# Сукралоза
Сукралоза (трихлоргалактосахароза) — искусственный подсластитель, используемый в качестве заменителя сахара и как пищевая добавка Е955 в большом количестве продуктов питания. Сукралоза была разработана английской фирмой Tate & Lyle в 1976 году из обычного сахара и имеет вкусовые характеристики подобные сахару, при этом её сладость в 600 раз больше привычной сахарозы.
Сукралоза была признана безопасной пищевой добавкой и подсластителем множеством регулирующих органов по безопасности продуктов питания во всём мире. Множество исследований подтвердили отсутствие риска раковых заболеваний, вызванных сукралозой.

## История
Сукралоза была обнаружена в 1976 году учёными из компании Tate & Lyle Лесли Хью и его ассистентом Шашикантом Пхаднисом (Shashikant Phadnis) в Колледже Королевы Елизаветы (теперь часть Королевского колледжа Лондона). При исследовании способов использования сахарозы в качестве промежуточного химического вещества в нетрадиционных областях, Пхаднису дали задание проверить (англ. test) хлорированные соединения сахара. Пхаднис, из-за своего несовершенного английского, понял что его попросили попробовать их на вкус (англ. taste), что он и сделал. Он обнаружил исключительно сладкий вкус соединения.
Tate & Lyle запатентовали это вещество в 1976 году; по состоянию на 2008 год единственные оставшиеся патенты касаются только небольших производственных процессов.
В Университете Дьюка исследования на животных, финансируемые Сахарной ассоциацией, нашли доказательства того, что дозы смеси подсластителей «Splenda» (по рус. «Спленда»), содержащей ~1 % сукралозы и ~99 % мальтодекстрина по весу, при приёме 100 и 1000 мг/кг в день, снижали фекальную микрофлору у крыс и повышали уровень рН в кишечнике, способствовали увеличению массы тела и повышению уровня P-гликопротеина (Р-ГП). Эти эффекты не были обнаружены у человека. Экспертная группа, включающая учёных из Университета Дьюка, Университета Ратгерса, Нью-Йоркского медицинского колледжа, Гарвардской школы общественного здравоохранения и Колумбийского университета сообщили в журнале «Регуляторная токсикология и фармакология», что исследование Дюка «не являлось научно строгим и имело серьёзные ошибки в нескольких критических областях, которые препятствуют надёжной интерпретации результатов исследования».
Сукралоза была впервые одобрена для использования в Канаде в 1991 году. Позднее, она была утверждена в Австралии в 1993 году, в Новой Зеландии в 1996 году, в Соединённых Штатах в 1998 году и в Европейском союзе в 2004 году. К 2008 году сукралоза была одобрена в более чем 80 странах, включая Мексику, Бразилию, Китай, Индию и Японию. В 2006 году Управление по санитарному надзору за качеством пищевых продуктов и медикаментов (FDA)  внесло поправки в правила для пищевых продуктов, включив сукралозу в качестве «непитательного подсластителя» для ряда пищевых продуктов. В мае 2008 года компания Fusion Nutraceuticals выпустила на рынок свой подсластитель на основе сукралозы, используя патенты компании Tate & Lyle.
В апреле 2015 года PepsiCo объявила о переходе с аспартама на сукралозу для большинства своих диетических безалкогольных напитков в США из-за падения продаж Diet Pepsi более чем на 5 % в США. PepsiCo заявляет, что её решение носит коммерческий характер — отвечает предпочтениям потребителей. В феврале 2018 года PepsiCo вернулась к использованию аспартама в своих диетических напитках из-за падения продаж на 8 % по сравнению с предыдущим годом.

## Свойства
Сукралоза имеет приятную на вкус сладость, хорошо растворяется в воде, высокостабильна в широком спектре производства напитков и пищевых продуктов. Сукралоза совершенно стабильна при термообработке — пастеризации и стерилизации, применяемой при изготовлении йогуртов и пюре, она сохраняет свою сладость в продуктах даже после хранения в течение года. Сукралоза высокосинергична с фруктозой и инвертными сиропами.
Вместо трёх гидроксильных групп сукралоза содержит три атома хлора. Из-за этого организм не способен ассимилировать сукралозу. При этом она в 600 раз слаще сахара. Например, аспартам слаще сахарозы в 180—200 раз.
Температура плавления — 125 °C.

### Продажа и хранение
Чистая сукралоза продаётся оптом, но не в количествах, подходящих для индивидуального использования, хотя некоторые высококонцентрированные смеси сукралозы с водой доступны для покупки в интернете. Эти концентраты содержат одну часть сукралозы на каждые две части воды. Четверть чайной ложки концентрата заменяет одну чашку сахара. Чистая сукралоза в виде порошка подвергается некоторому разложению при повышенных температурах. В растворе или в смеси с мальтодекстрином она немного более стабильна. Большинство продуктов, содержащих сукралозу, содержат ещё один или несколько подсластителей, чтобы довести продукт до приблизительного объёма и текстуры эквивалентного количества сахара.

## Химия
Сукралоза представляет собой дисахарид, состоящий из 1,6-дихлор-1,6-дидезоксифруктозы и 4-хлор-4-дезоксигалактозы. Он синтезируется путём селективного хлорирования сахарозы многоступенчатым способом, который заменяет три специфические гидроксильные группы атомами хлора. Это хлорирование достигается путём селективной защиты одного из первичных спиртов в виде сложного эфира (ацетата или бензоата) с последующим хлорированием любого из нескольких хлорирующих агентов для замены двух оставшихся первичных спиртов и одного из вторичных спиртов и, наконец, снятия защиты путём гидролиза сложного эфира.

## Применение
Сукралоза используется во многих продуктах питания и напитках, так как является некалорийным подсластителем, не способствующим развитию кариеса. Сукралозу можно использовать как заменитель сахара людям, больным сахарным диабетом, поскольку она не влияет на уровень инсулина. Следует быть внимательным, поскольку сукралоза в порошкообразном виде часто используется с мальтодекстрином и декстрозой, которые влияют на уровень сахара в крови. Сукралоза используется в качестве замены или в сочетании с другими искусственными или натуральными подсластителями, такими как аспартам, ацесульфам калия или кукурузным сиропом с высоким содержанием фруктозы. Сукралоза используется в таких продуктах, как конфеты, батончики, кофейные капсулы и безалкогольные напитки. Сукралоза также используется в консервированных фруктах, где вода и сукралоза заменяют гораздо более калорийные добавки на основе кукурузного сиропа. Сукралоза, смешанная с мальтодекстрином или декстрозой (обе добываются из кукурузы) в качестве наполнителей, продаётся на международном рынке компанией McNeil Nutritionals под торговой маркой «Спленда». В Соединённых Штатах и Канаде эта смесь всё чаще встречается в ресторанах в жёлтых пакетах, в отличие от синих пакетов, обычно используемых в сочетании с аспартамом, и розовых пакетов, где обычно используется смесь сукралозы и сахарина. В Канаде жёлтые пакеты также ассоциируются с брендом подсластителя цикламата «Шугафри».

### Приготовление пищи
Сукралоза выпускается в гранулированной форме, которая позволяет заменять сахар в том же объёме. Эта смесь гранулированной сукралозы включает наполнители, которые быстро растворяются в воде. В то время как гранулированная сукралоза обеспечивает кажущуюся сладость от объёма к объёму, текстура выпеченных изделий может заметно отличаться. Сукралоза не гигроскопична, что может привести к выпечке изделий, которые заметно суше и имеют менее плотную текстуру, чем изделия, изготовленные с использованием сахарозы. В отличие от сахарозы, которая плавится в выпечке при высоких температурах, сукралоза сохраняет свою зернистую структуру при сухом, сильном нагреве (например, в духовке при температуре 180 °C). Кроме того, в чистом виде сукралоза начинает разлагаться при 119 °C. Таким образом, в некоторых рецептах, таких как крем-брюле, для которых требуется посыпанный сверху сахар, чтобы частично или полностью расплавиться и кристаллизоваться, замена сукралозы не приведёт к одинаковой текстуре поверхности, хрусткости или кристаллической структуре.

## Безопасность

### Позиция регулирующих органов
Сукралоза была признана безопасной пищевой добавкой и подсластителем множеством регулирующих органов по безопасности продуктов питания во всём мире, включая Управление по санитарному надзору за качеством пищевых продуктов и медикаментов (FDA), Объединённый экспертный комитет ФАО/ВОЗ по пищевым добавкам (JECFA), Европейское агентство по безопасности продуктов питания (EFSA), Министерство здравоохранения Канады и Управление по безопасности продуктов питания Австралии и Новой Зеландии (FSANZ).

При определении безопасности сукралозы, FDA проанализировало данные более чем 110 исследований на людях и животных. Многие исследования были направлены на выявление возможных токсических эффектов, включая канцерогенные, репродуктивные и неврологические эффекты. Таких эффектов обнаружено не было, и одобрение FDA основано на выводе о том, что сукралоза безопасна для употребления человеком.Оригинальный текст (англ.)In determining the safety of sucralose, the FDA reviewed data from more than 110 studies in humans and animals. Many of the studies were designed to identify possible toxic effects, including carcinogenic, reproductive, and neurological effects. No such effects were found, and FDA's approval is based on the finding that sucralose is safe for human consumption.
— Federal Register / Vol. 63, No. 64 / Friday, April 3, 1998 /Rules and Regulations. October 18, 2012
Процесс утверждения FDA показал, что потребление сукралозы в обычных количествах в качестве подсластителя безопасно. Когда расчётный уровень ежедневного потребления сравнивается с уровнем, не вызывающим видимых отрицательных эффектов (УНВОЭ — данный показатель известен как «самый высокий предел отсутствия вредных эффектов», для сукралозы он составляет ≈1500 мг/кг массы тела в день), существует большой запас по безопасности. Основная часть сукралозы, поступающая внутрь, не всасывается желудочно-кишечным трактом (кишечником) и выводится непосредственно с калом, в то время как 11−27 % её всасывается. Количество, всасываемое из кишечника, в значительной степени выводится почками из крови и выводится с мочой, при этом 20−30 % всасываемой сукралозы метаболизируется.
Согласно исследованиям JECFA, допустимое суточное потребление (ДСП) сукралозы, при котором не отмечается никаких вредных побочных эффектов, составляет 15 мг/кг массы тела, в то время как FDA установило этот показатель в количестве 5 мг/кг массы тела. По данным Канадской диабетической ассоциации, это значение составляет 9 мг/кг массы тела в день. В любом случае, ДСП — это показатель со стократным запасом по безопасности, превышение этих уровней потребления не всегда означает, что вещество нанесёт вред здоровью.

#### Ожирение
В ходе опроса членов Национального регистра контроля веса в США, крупнейшего исследования по снижению веса, более 50 % всех респондентов заявили, что регулярно употребляют низкокалорийные напитки, из которых 78 % считают, что это помогает контролировать потребление калорий.
В одном 18-месячном исследовании влияние искусственных подсластителей на вес было изучено у 641 ребенка в возрасте от 4 до 11 лет. Они получали 250 мл искусственно подслащённого напитка в день в течение 1,5 лет. Было обнаружено, что они теряют некоторый вес и жир по сравнению с детьми, которые употребляли подслащённые сахаром напитки.
Люди с тяжёлым избыточным весом или ожирением начали принимать низкокалорийные сладкие продукты и напитки с добавлением сукралозы в качестве одного из методов похудения. Замена сладких напитков искусственно подслащёнными напитками привела к средней потере веса примерно на 0,8 кг в месяц у взрослых.
Использование некалорийных подсластителей (таких как сукралоза) может помочь людям похудеть или контролировать свой вес. Однако низкокалорийные подсластители (и продукты, их содержащие) не являются чудодейственными, и их употребление не приведёт к значительной потере веса. Их следует рассматривать как инструменты, которые могут быть интегрированы с фитнес-образом жизни и поведенческими практиками, такими как здоровое питание, регулярные физические упражнения и достаточный сон. Следуя этим факторам, вес может быть снижен здоровым способом.

#### Рак
Во многих статьях в Интернете сукралоза упоминается как канцерогенное вещество, вызывающее рак. Национальный институт онкологии в США прокомментировал это утверждение: «В 1998 году сукралоза была одобрена Управлением по санитарному надзору за качеством пищевых продуктов и медикаментов (FDA) в качестве универсального подсластителя. До утверждения сукралозы FDA оценило более ста исследований безопасности, включая исследования по оценке риска развития рака. Результаты этих исследований не показали, что эти подсластители вызывают рак или представляют какой-либо другой риск для здоровья человека». Этой же позицией придерживается Европейское агентство по безопасности продуктов питания (EFSA) в документе 2017 года, охватывающем всю научную информацию о сукралозе.
Исследования McNeil Nutritional LLC, представленные в рамках петиции 7A3987 о пищевых добавках FDA, показали, что «в двухлетних биологических анализах грызунов не было обнаружено никаких доказательств канцерогенных свойств как для сукралозы, так и для продуктов её гидролиза…».
В 2016 году одно из исследований, спонсируемое лабораторией, часто критикующей аспартам в США, сообщило о повышении частоты опухолей клеток крови у самцов мышей, получавших высокие дозы сукралозы. FDA проанализировало это исследование и выявило существенные научные недостатки в опубликованных результатах.
По состоянию на 2020 год обзоры многочисленных исследований безопасности и токсикологии сукралозы пришли к выводу, что она не является канцерогенной.

#### Уровень сахара в крови
Одно исследование показало, что у семнадцати людей с тяжёлым ожирением, которые регулярно не употребляли искусственные подсластители, сукралоза повышала уровень сахара в крови на 14 % и уровень инсулина на 20 %.
Исследования, посвящённые людям с нормальным весом, не выявили какого-либо влияния сукралозы на уровень сахара в крови или инсулина. Однако в эти исследования были включены люди, которые регулярно употребляли сукралозу.
Эти исследования показывают, что если люди употребляют сукралозу не регулярно, у них могут возникнуть незначительные изменения в уровне сахара и инсулина. Однако, при регулярном употреблении сукралозы, эти изменения со временем исчезнут. Тем не менее, необходимо придерживаться её допустимого суточного потребления. Недавно эксперты пришли к выводу, что использование низкокалорийных подсластителей при лечении диабета может даже способствовать лучшему контролю гликемии.

#### Хлор
Многим людям не рекомендуют употреблять сукралозу из-за того, что она содержит хлор. Молекула сукралозы действительно содержит три атома хлора, что увеличивает сладость сахара и делает его инертным, по сути делая сахар сукралозой. Однако хлор в сукралозе не выделяется и не накапливается в организме. На самом деле, именно присутствие атомов хлора предотвращает разложение сукралозы в организме в энергию, что делает ее некалорийной.
Хлор является натуральным ингредиентом, который обычно содержится, например, в поваренной соли или арахисовом масле. Хлор также входит в состав более сложных молекул, которые естественным образом содержатся в других продуктах, таких как чечевица, горох и картофель. Кроме того, хлор добавляется в большинство общественных источников питьевой воды.

#### Беременность
Беременные и кормящие женщины часто беспокоятся о влиянии продуктов питания, напитков и лекарств на здоровье своих детей. Исследования показали, что сукралоза не оказывает неблагоприятного воздействия на беременных или кормящих матерей, и до сих пор неизвестно о побочных эффектах для беременных при адекватном потреблении сукралозы. Поскольку в кровь всасывается лишь небольшое количество сукралозы, её присутствие в грудном молоке крайне низкое. Кроме того, продукты, подслащённые сукралозой, также добавляются в рацион ребенка, особенно для предотвращения нежелательного увеличения веса и предотвращения детского ожирения.

#### Воздействие на окружающую среду
Согласно одному исследованию, сукралоза усваивается рядом микроорганизмов и расщепляется после попадания в окружающую среду. Однако измерения, проведённые Шведским институтом экологических исследований, показали, что очистка сточных вод мало влияет на сукралозу, которая присутствует в сточных водах на уровне нескольких мкг/л (ppb). Экотоксикологические эффекты на таких уровнях неизвестны, но Шведское агентство по охране окружающей среды предупреждает, что может произойти непрерывное повышение уровней, если соединение медленно разлагается в природе. При нагревании до очень высоких температур (более 350 °C) в металлических контейнерах сукралоза может образовывать полихлорированные дифенилы и другие стойкие органические загрязнители в образующемся дыме.
Сукралоза была обнаружена в природных водах, однако исследования показывают, что уровни, обнаруженные в окружающей среде, намного ниже тех, которые необходимы для оказания неблагоприятного воздействия на определенные виды водной флоры и фауны.

#### Генотоксичность
В 2023 году группой исследователей из Северной Каролины (США) под руководством Сьюзен Шифман было опубликовано исследование на культуре человеческих клеток, показавшее генотоксический эффект сукралозо-6-ацетата — одного из промежуточных продуктов синтеза сукралозы, примесь которого может сохраняться и в конечном продукте. Ранее в другом исследовании (также с участием С. Шифман) сукралозо-6-ацетат был определён как метаболит сукралозы, образующийся в организме крыс. Организации производителей подсластителей выступили с критикой данной работы, заявив, что содержание примесей в их продукции жёстко контролируется, а результаты единичного исследования in vitro не следует распространять на реальные условия человеческого организма. Также они ссылаются на большое количество ранее проведённых исследований, которые не обнаружили вредного воздействия сукралозы.